# Willy Hornschuch
Konrad Adolf Heinrich Wilhelm „Willy“ Hornschuch (* 31. März 1889 in Forchheim; † 23. Februar 1962) war ein deutscher Unternehmer und Leiter der Konrad Hornschuch AG. Für seine unternehmerischen und sozialen Verdienste wurde er vielfach ausgezeichnet, u. a. als Ehrensenator der Universität Tübingen und als Ehrenbürger mehrerer Gemeinden. 

## Leben
Er war der Sohn des Industriellen Konrad Hornschuch (1864–1943) und absolvierte eine Ausbildung in Webereien und Spinnereien in England, war zeitweise an der Baumwollbörse in Liverpool und als Kaufmann in London tätig, bevor er nach dem Ersten Weltkrieg in den väterlichen Betrieb zurückkehrte, wo er seit 1914 Prokura hatte, bei der Umwandlung in eine OHG 1919 Gesellschafter und bei der Umwandlung zur Konrad Hornschuch AG 1927 Mitinhaber wurde. 1931 übernahm er die Leitung des Werks in Weißbach, nach dem Tod des Vaters übernahm er 1943 die gesamte Geschäftsführung. Sein besonderes Verdienst ist der Wiederaufbau des Unternehmens nach dem Zweiten Weltkrieg.
Für seine unternehmerische und soziale Leistung wurde Hornschuch vielfach ausgezeichnet. 1939 wurde er zum Ehrenbürger von Weißbach, 1950 von Unterurbach, 1955 von Oberurbach. 1952 wurde er mit dem Bundesverdienstkreuz ausgezeichnet, 1955 mit dem Großen Verdienstkreuz. 1955 wurde er außerdem auch zum Ehrensenator der Universität Tübingen ernannt und erhielt die Ehrenplakette der Industrie- und Handelskammer Stuttgart sowie das Ehrenzeichen des Deutschen Roten Kreuzes in Gold.
Er war ab 1915 verheiratet mit der Fabrikantentochter Nelly Alice Streubel (* 1896). Der Ehe entstammten zwei Töchter. Die ältere Tochter Annemarie heiratete Hermann Christian Widenmeyer (1912–1976), der ab 1946 das Werk in Weißbach und nach Hornschuchs Tod 1962 das gesamte Unternehmen leitete.